# 杨庆 (导演)
杨庆（1980年—），中国导演、编剧，2001年毕业于四川音乐学院。

## 事业
- 2008年：执导处女作《夜·店》
- 2015年：编写、执导《火锅英雄》